# Гибралтар на Европском првенству у атлетици на отвореном 2016.
Гибралтар је учествовао на Европском првенству у атлетици на отвореном 2016. одржаном у Амстердаму од 6. до 10. јула.
Ово је било тринаесто европско првенство у атлетици на отвореном на коме је Гибралтар учествовао, Репрезентацију Гибралтара представљало је троје спортиста који су се такмичили у три дисциплине.
На овом првенству представници Гибралтара нису освојили ниједну медаљу нити су оборили неки рекорд.

## Учесници
| Мушкарци: - Харви Диксон — 1.500 м | Жене: - Зијан Хук — 200 м - Kim Baglietto — Полумаратон |  |

## Резултати

### Мушкарци
| Атлетичар    | Дисциплина | Лични рекорд | Квалификације | Квалификације | Финале               | Финале | Детаљи |
| Атлетичар    | Дисциплина | Лични рекорд | Резултат      | Место         | Резултат             | Место  | Детаљи |
| ------------ | ---------- | ------------ | ------------- | ------------- | -------------------- | ------ | ------ |
| Харви Диксон | 1.500 м    | 3:44,31 НР   | 3:51,82       | 12. у гр. 2   | Није се квалификовао | 35/37  |        |

### Жене
| Атлетичарка   | Дисциплина  | Лични рекорд | Квалификације | Квалификације | Полуфинале            | Полуфинале            | Финале                | Финале          | Детаљи |
| Атлетичарка   | Дисциплина  | Лични рекорд | Резултат      | Место         | Резултат              | Место                 | Резултат              | Место           | Детаљи |
| ------------- | ----------- | ------------ | ------------- | ------------- | --------------------- | --------------------- | --------------------- | --------------- | ------ |
| Зијан Хук     | 200 м       | 26,54        | 26,78         | 7. у гр. 2    | Није се квалификовала | Није се квалификовала | Није се квалификовала | 28 / 28         |        |
| Kim Baglietto | полумаратон | 1:21:35 НР   |               |               |                       |                       | Није стартовала       | Није стартовала |        |